# Glenn McQueen
Glenn John McQueen (Toronto, Ontario; 24 de diciembre de 1960 - Berkeley, California; 29 de octubre de 2002) fue un supervisor de animación de Pixar Animation Studios, donde trabajó desde Toy Story hasta Monsters, Inc., hasta su muerte en 2002 debido a un melanoma.
Buscando a Nemo está dedicado a él, al igual que el personaje Rayo McQueen de Cars, que lleva su apellido.

## Carrera y vida privada
Empezó su carrera en Pacific Data Images, pero en 1994 se trasladó a Pixar, donde supervisó famosas películas animadas como A Bug's Life, Toy Story 2 y Monsters, Inc.. Era miembro de la Academia de las Artes y las Ciencias Cinematográficas de Hollywood. Estaba casado con Terry McQueen y tenían una hija.

## Filmografía

### Pixar
- Toy Story (1995) (animador)
- Bichos: Una aventura en miniatura (1998) (supervisor de animación)
- Toy Story 2 (1999) (supervisor de animación)
- Monsters, Inc. (2001) (supervisor de animación)
- Buscando a Nemo (2003) (dedicación al final de la película)
- Cars (2006) (desarrollador de animación de personajes)

## Muerte
En diciembre de 2001, McQueen fue diagnosticado con melanoma , pero afirmó que seguiría trabajando en Pixar. Murió el 29 de octubre de 2002, en su casa de Berkeley, California , a la edad de 41 años, por complicaciones de la enfermedad. Su muerte se produjo durante la producción de Buscando a Nemo , que está dedicada a él. Sus antiguos compañeros también le rindieron homenaje nombrando al personaje principal de la película Cars Lightning McQueen.

Siempre decía:

Tengo el mejor trabajo del mundo, indudablemente. Todos deberían estar celosos. Esto es lo que cualquiera quisiera hacer.
Glenn John McQueen